# Do You Know the Muffin Man?
Do You Know the Muffin Man? (titulada El hombre de los dulces en Hispanoamérica y El hombre de los caramelos en España) es una película estadounidense para televisión de 1989 dirigida por Gilbert Cates. Fue protagonizada por Pam Dawber, John Shea, Stephen Dorff, Brian Bonsall, Matthew Laurence, Anthony Geary, Georgann Johnson y Graham Jarvis. La película se estrenó el 22 de octubre de 1989 en CBS. 

## Sinopsis
Roger Dollison (John Shea) es un oficial de policía que junto con su esposa Kendra (Pam Dawber) está viviendo el sueño americano. La pareja tiene dos hijos, Sandy (Stephen Dorff), de 15 años y Teddy (Brian Bonsall), de 5 años, una hermosa casa y un perro llamado Rex. Sin embargo, sus vidas cambiarán radicalmente después de que el compañero de clase de uno de los niños sufra abusos sexuales en una prestigiosa guardería del vecindario.

## Reparto
- Pam Dawber - Kendra Dollison
- John Shea - Roger Dollison
- Stephen Dorff - Sandy Dollison
- Brian Bonsall - Teddy Dollison
- Matthew Laurence - Marvin Bernstein
- Anthony Geary - Stephen Pugliotti
- Georgann Johnson - Marvis Richardson
- Graham Jarvis - Juez Allen

- Datos: Q5286344